# Reintrodução de guepardos na Índia

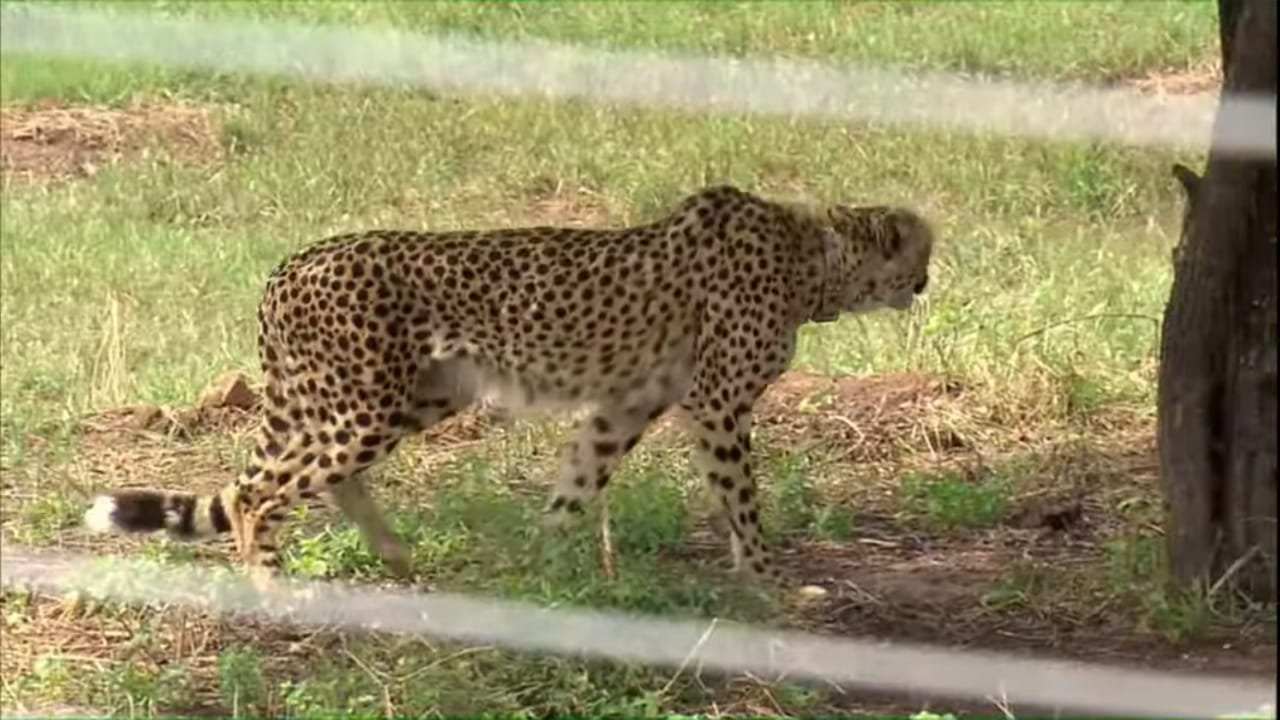
Um guepardo do sudeste africano dentro da instalação de quarentena no Parque Nacional de Kuno

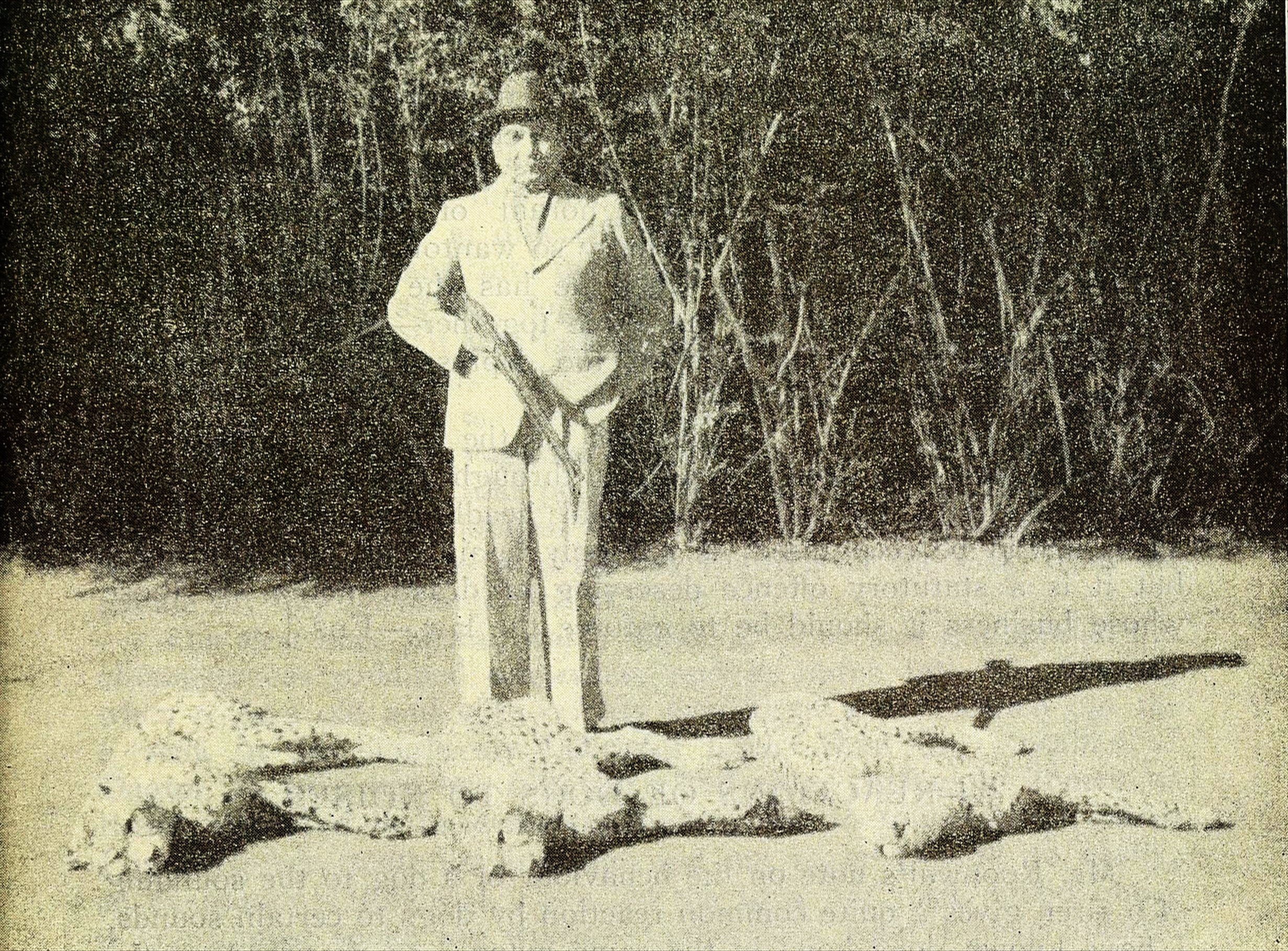
Os últimos guepardos asiáticos documentados na Índia, três machos da mesma ninhada, foram abatidos em 1947 - enquanto estavam sentados juntos à noite - pelo marajá Ramanuj Pratap Singh Deo, do estado de Surguja, Madia Pradexe, que posa atrás deles com seu rifle. Seu secretário particular forneceu essa foto, que foi comunicada ao Journal of the Bombay Natural History Society em 9 de janeiro de 1948.

A subespécie nativa de guepardo da Índia, o guepardo asiático (Acinonyx jubatus venaticus), foi extinto [en] em meados do século XX. Desde então, a subespécie asiática sobreviveu apenas no Irã em números criticamente ameaçados. Em setembro de 2022, um pequeno número de guepardos do sudeste africano [en] (Acinonyx jubatus jubatus), uma subespécie não nativa da Índia, foi importado da Namíbia e da África do Sul para um parque nacional na Índia. A translocação da espécie [en] para o  Parque Nacional de Kuno, na Índia Central, havia sido permitida a curto prazo pela Supremo Tribunal da Índia em janeiro de 2020.
O guepardo asiático, cuja importante história cultural no sul da Ásia deu o nome vernáculo derivado do sânscrito “chita”, ou “manchado”, à espécie Acinonyx jubatus, também teve um histórico gradual de perda de habitat na região. Antes de as florestas de espinhos na região de Panjabe - a noroeste - serem desmatadas para a agricultura e assentamento humano, elas eram misturadas com pastagens abertas, pastadas por grandes rebanhos de antílopes indianos; esses coexistiam com seu principal predador natural, o guepardo asiático. No início da era moderna, a nobreza sul-asiática mantinha guepardos domesticados para a caça. Como resultado, o antílope-indiano não é mais uma espécie viva na região de Panjabe. Uma combinação de perda de habitat semelhante, esgotamento de presas e caça de troféus durante o Raj britânico na Índia levou à extinção do guepardo asiático em outras regiões de seu habitat, sendo que o último abate registrado ocorreu em 1947, quando o sul da Ásia estava prestes a ser descolonizado.
As discussões sobre a reintrodução do guepardo começaram em meados da década de 1950. Foram feitas propostas aos governos do Irã na década de 1970, mas sem sucesso. Ofertas foram feitas pelo governo do Quênia no início da década de 1980, mas em 2012 o Supremo Tribunal da Índia proibiu o projeto de translocação de espécies, considerando-o, além disso, uma “introdução” em vez de uma “reintrodução”. Em janeiro de 2020, o tribunal reverteu sua decisão de 2012 e permitiu a importação de pequenos números em caráter experimental. Em 17 de setembro de 2022, cinco fêmeas e três machos de guepardos do sudeste africano, com idades entre quatro e seis anos, foram transportados por via aérea da Namíbia e soltos em um recinto em quarentena no Parque Nacional de Kuno, no estado de Madia Pradexe. A realocação foi supervisionada por Laurie Marker, do Fundo de Conservação dos Guepardos, sediado na Namíbia, e por Yadvendradev Jhala, do Wildlife Institute of India. Os guepardos, equipados com colares de rádio, foram transferidos para um recinto maior em novembro. Outros 12 guepardos chegaram da África do Sul em fevereiro de 2023 e começaram a ser soltos no parque em março de 2023. Naquele mês, um guepardo deu à luz quatro filhotes, o primeiro nascimento de guepardo vivo registrado na Índia em mais de 70 anos. A primeira morte foi registrada no final do mês e, em janeiro de 2024, dez animais haviam morrido.
A reação científica à translocação é variada. O farmacologista veterinário Adrian Tordiffe considera que a Índia está oferecendo um “espaço protegido” para uma população ameaçada. O zoólogo K. Ullas Karanth criticou a iniciativa, conjecturando que a possível mortalidade poderia exigir uma importação contínua de guepardos africanos. O Parque Nacional de Kuno é um parque nacional relativamente novo, totalmente estabelecido em 2018. Os cientistas expressaram preocupação com o fato de que 20 guepardos da África, com territórios individuais tipicamente grandes de 100 km², podem ser difíceis de acomodar em um parque com uma zona central de 748 km² e uma zona de amortecimento de 487 km². O aumento da população de guepardos pode fazer com que os animais se aventurem a sair das zonas centrais do parque para terras agrícolas adjacentes e áreas não florestais, o que os colocaria em conflito com os seres humanos. Com isso em mente, a Suprema Corte da Índia ordenou que o governo indiano procurasse parques alternativos para acomodar uma população potencialmente crescente. Os guepardos africanos foram projetados para ser uma espécie-chave de uma nova fase de restauração ecológica na Índia. Até 17 de setembro de 2024, o segundo aniversário da introdução, todos os 12 guepardos adultos sobreviventes e 12 filhotes estavam limitados a recintos de proteção.

## Histórico

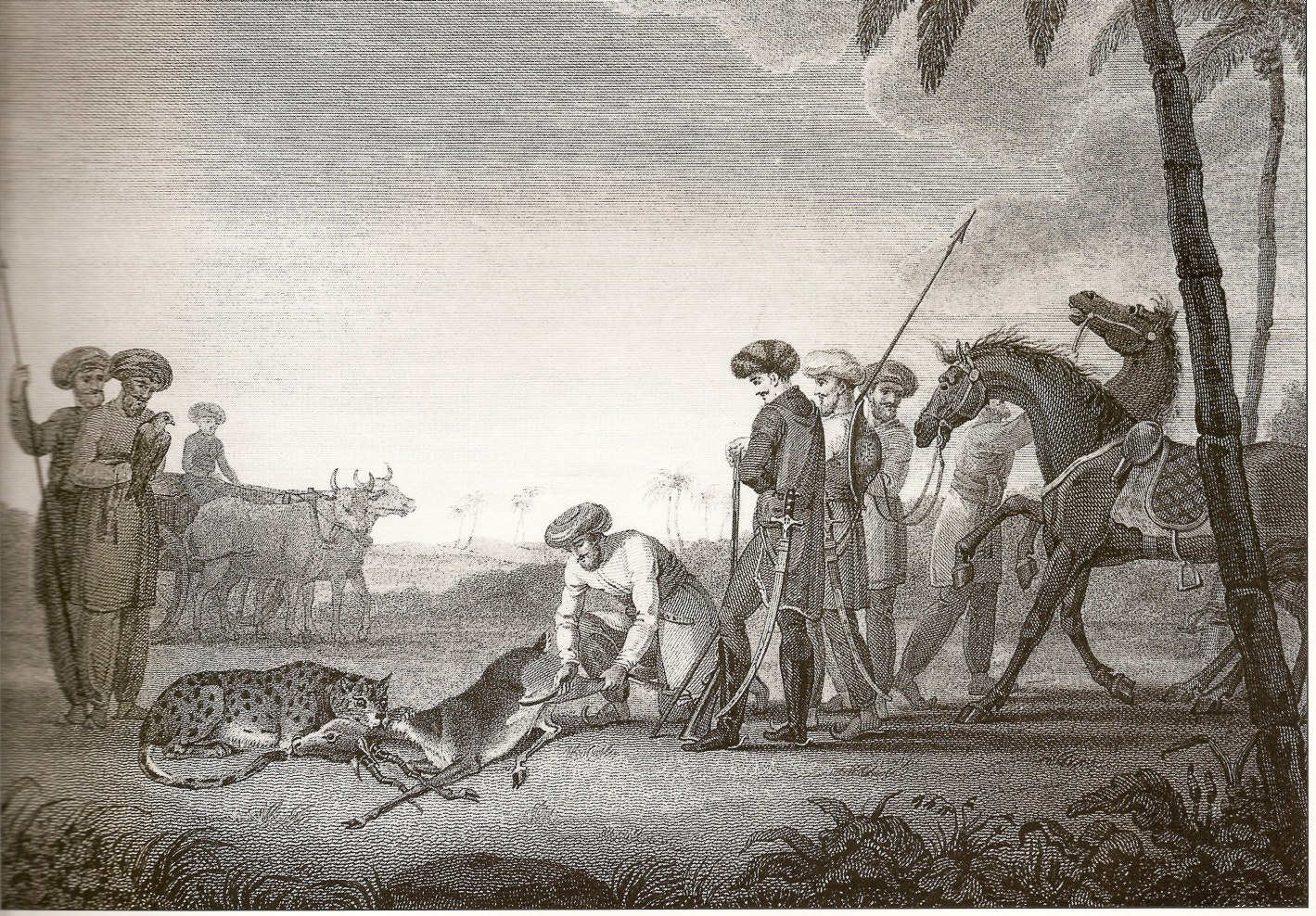
Caça de antílopes com guepardo-indiano; desenho de James Forbes, Oriental Memoirs, c.1812

O guepardo asiático (Acinonyx jubatus venaticus) já foi encontrado no noroeste da Índia, na planície Gangética, no leste, estendendo-se até o planalto de Decão, no sul. Na Idade Média, os governantes mogóis supostamente usavam guepardos para caçar antílopes indianos, gazelas indianas e tetráceros. A espécie teve um histórico gradual de perda de habitat. Em Panjabe, no norte da Índia, antes de as florestas de espinhos serem desmatadas para a agricultura e assentamentos humanos, elas eram misturadas com pastagens abertas, onde pastavam grandes rebanhos de antílopes indianos, que coexistiam com seu principal predador natural, o guepardo asiático. O antílope também não existe mais na região. O aprisionamento de guepardos subadultos, que aprenderam habilidades de caça com suas mães na natureza, para ajudar nas caçadas reais, é considerado a principal causa do rápido declínio da espécie. A caça esportiva durante o Raj britânico afetou ainda mais a população de guepardos, que já estava diminuindo. Os guepardos asiáticos raramente se reproduzem em cativeiro, pois há apenas um registro de uma ninhada nascida de animais em cativeiro.
No início do século XX, era raro avistar guepardos selvagens na Índia, tanto que, entre 1918 e 1945, os príncipes indianos importaram guepardos da África para serem usados em corridas. Os últimos três guepardos confirmados foram abatidos pelo marajá de Surguja Ramanuj Pratap Singh Deo em 1948. O último avistamento conhecido foi o de uma fêmea em 1951 no distrito de Koriya [en], no noroeste de Chatisgar. Com a morte da última população conhecida e sem mais avistamentos, a espécie foi declarada extinta localmente em 1952. A subespécie asiática agora é encontrada apenas no Irã e é declarada criticamente ameaçada de extinção.

## Primeiros planos de reintrodução
Em 1955, o Conselho Estadual de Vida Selvagem de Andra Pradexe sugeriu a reintrodução do guepardo asiático em caráter experimental em dois distritos do estado. Na década de 1970, o Ministério do Meio Ambiente, Florestas e Mudanças Climáticas do Governo da Índia escreveu formalmente ao governo iraniano solicitando guepardos asiáticos para reintrodução e recebeu uma resposta positiva. As negociações foram interrompidas após a Revolução Iraniana. Em 1984, o  conservacionista da vida selvagem Divyabhanusinh escreveu um artigo sobre o assunto a pedido do Ministério do Meio Ambiente e das Florestas, que foi posteriormente enviado ao Grupo de Especialistas em Felinos da Comissão de Sobrevivência de Espécies da IUCN. No final da década de 1980, o governo do Quênia [en] teria se oferecido para enviar alguns membros da subespécie relacionada, o guepardo do sul da África (Acinonyx jubatus jubatus).
No início dos anos 2000, cientistas do Centro de Biologia Celular e Molecular (CCMB), em Haiderabade, propuseram um plano para clonar guepardos asiáticos do Irã. Em agosto de 2009, foram retomadas as conversas com o Irã para compartilhar alguns dos animais. A população cada vez menor da espécie na área existente fez com que o Irã hesitasse em se comprometer com a ideia. O Irã propôs que os leões asiáticos, que existem apenas na Índia, fossem dados em troca dos guepardos, o que foi recusado pela Índia e o plano de obter guepardos do Irã acabou sendo abandonado em 2010.

## Project Cheetah

### Formulação do projeto
Em setembro de 2009, o governo da Índia organizou um encontro de reintrodução de guepardos com cientistas e especialistas do Wildlife Institute of India e do Fundo de Conservação dos Guepardos, entre outros. Stephen J. O'Brien, do Laboratory of Genomic Diversity of National Cancer Institute dos Estados Unidos, disse que, segundo os estudos genéticos mais recentes, o guepardo asiático era, na verdade, geneticamente idêntico ao guepardo africano, com o qual havia se separado há apenas 5.000 anos, e que esse tempo não era suficiente para uma diferenciação em nível de subespécie. Os especialistas defenderam a introdução do guepardo sul-africano, já que o guepardo asiático sobrevive apenas no Irã, sua população é de menos de 100 indivíduos e o governo iraniano reluta repetidamente em fornecer esses guepardos para os esforços indianos. A reunião identificou a Namíbia, África do Sul, Botsuana, Quênia, Tanzânia e Emirados Árabes Unidos como países de onde o guepardo poderia ser importado para a Índia. Outro grupo de trabalho, formado para explorar o fornecimento e a translocação do guepardo, sugeriu que cinco a dez animais por ano deveriam ser trazidos para a Índia em um período de cinco a dez anos para criar uma população viável.
No fim de 2009, como parte do Project Cheetah, o Ministério do Meio Ambiente e Florestas aprovou uma pesquisa detalhada de sete possíveis locais de reintrodução e três locais de criação em cativeiro em quatro estados: Rajastão, Guzerate, Madia Padexe e Chatisgar. A pesquisa selecionou três regiões como tendo potencial para abrigar populações de guepardos. Entre elas estão o Santuário de Vida Selvagem de Nauradehi e os Santuários de Vida Selvagem de Kuno-Palpur, em Madhya Pradesh, e a paisagem de Shahgarh, no Rajastão. De acordo com o relatório, Kuno-Palpur, que abrigou todos os quatro grandes felinos que existiam anteriormente, incluindo o tigre, o leopardo, o leão e o guepardo, antes de serem exterminados, em parte ou no todo, e Nauradehi, que faz parte de uma paisagem maior de pastagem aberta, podem abrigar guepardos. Como Shahgarh estava localizada perto da fronteira indo-paquistanesa, o relatório dizia que seria necessário cercar a área para garantir a proteção adequada da população de guepardos.

### Problemas legais e liberação
Em maio de 2012, o Supremo Tribunal da Índia suspendeu o projeto de importar guepardos da África e reintroduzi-los na Índia após a apresentação de uma petição contra o mesmo. Na petição, foi argumentado que Kuno, o local proposto para a reintrodução, foi preparado para a reintrodução de leões nativos do Parque Nacional de Gir e a introdução de guepardos será usada como pretexto para atrasar o projeto de reintrodução de leões. Também foi argumentado que a reintrodução do guepardo africano não foi apresentada ao Comitê Permanente do Conselho Nacional de Vida Selvagem da Índia e que os estudos científicos demonstram que os guepardos africanos são geneticamente diferentes dos guepardos asiáticos, o que vai contra as diretrizes da União Internacional para a Conservação da Natureza (IUCN) sobre a translocação de espécies da vida selvagem.
Em 28 de janeiro de 2020, o Supremo Tribunal permitiu que o governo central prosseguisse com a introdução de guepardos da África Austral em um habitat adequado na Índia como parte de um teste, em resposta a um pedido apresentado pela Autoridade Nacional de Conservação do Tigre (NTCA) buscando permissão para introduzir guepardos da África Austral da Namíbia. O Supremo Tribunal Federal criou um comitê de três membros para orientar a NTCA e solicitou que o comitê apresentasse um relatório de progresso a cada quatro meses. Posteriormente, foi realizada uma avaliação científica de todos os locais de reintrodução em potencial para entender as condições do habitat, a disponibilidade de espécies de presas, o status de proteção e outros critérios ecológicos para a seleção do local de introdução inicial, com um plano de ação científico detalhado publicado em janeiro de 2022. Em agosto de 2022, o Ministro do Meio Ambiente da União declarou que os guepardos africanos seriam reintroduzidos da Namíbia para o Santuário de Vida Selvagem de Kuno em setembro e que o governo indiano também estava tentando localizar outros 12 guepardos da África do Sul.

### Reintrodução
Em 17 de setembro de 2022, cinco fêmeas e três machos de guepardos do sudeste africano, com idades entre quatro e seis anos, foram trazidos de avião da Namíbia e soltos em um recinto em quarentena dentro do Parque Nacional de Kuno. Os guepardos foram equipados com colares de rádio e foram planejados para serem mantidos em recintos em quarentena por um mês, seguido pela soltura dos machos (e mais tarde das fêmeas) no parque. A realocação foi supervisionada por Yadvendradev Jhala, do Instituto de Vida Selvagem da Índia, e pela zoóloga Laurie Marker, do Fundo de Conservação dos Guepardos, sediado na Namíbia. Posteriormente, foram feitos planos para transportar 12 guepardos da África do Sul e aumentar o número de indivíduos para 40. Em novembro de 2022, os guepardos foram transferidos para um recinto maior para maior adaptação após o período obrigatório de quarentena. Em janeiro de 2023, após a assinatura do acordo entre a África do Sul e a Índia, um primeiro lote de 12 guepardos chegou no mês seguinte. O acordo entre os dois países previa que a África do Sul realocasse mais 12 guepardos todos os anos pelos próximos oito a dez anos.

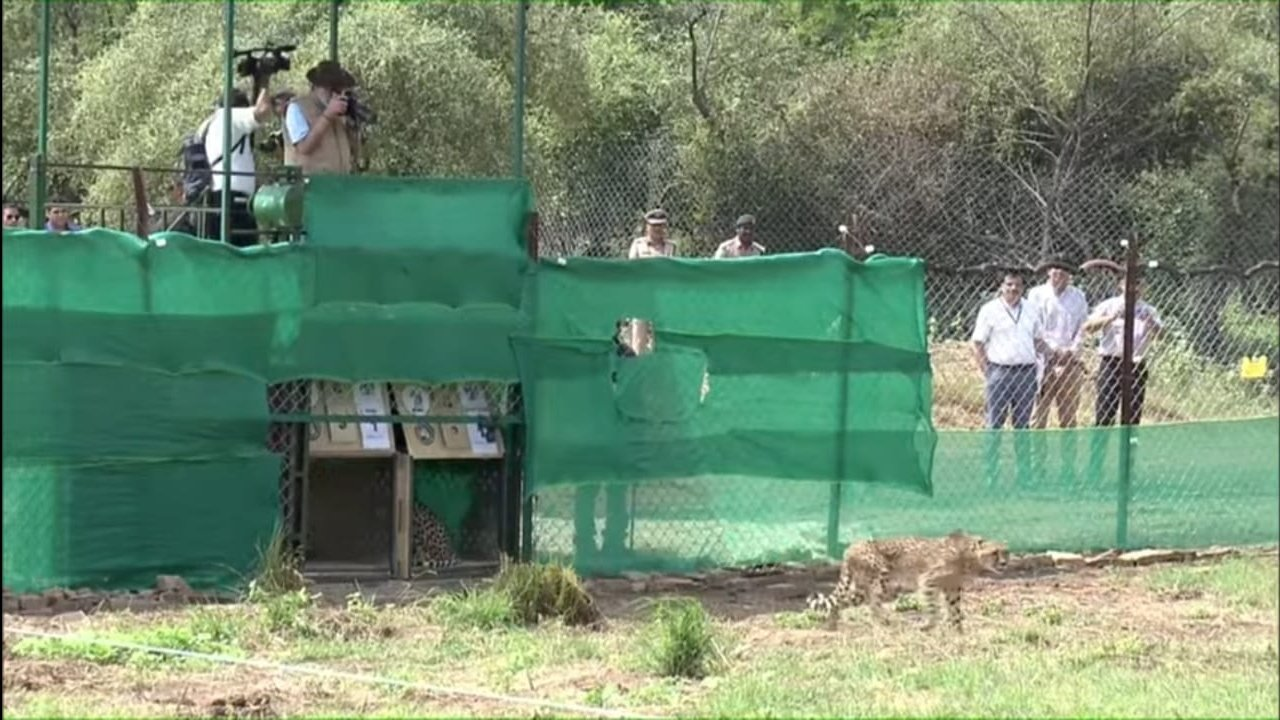
O primeiro guepardo sendo introduzido no parque

Em 11 de março de 2023, um macho e uma fêmea foram soltos juntos na natureza e foi confirmado que caçaram presas com sucesso no parque. Nas semanas seguintes, mais guepardos foram soltos na natureza e os animais soltos foram rastreados por colares de rádio. No final do mês, uma fêmea morreu devido a complicações renais. Em 24 de abril, outra morte de guepardo foi relatada devido a uma insuficiência cardíaca. Em maio, mais três animais foram soltos na natureza. Após a morte de três filhotes de guepardo, o governo central nomeou um comitê diretor de alto nível, composto por especialistas nacionais e internacionais, para supervisionar a implementação em 25 de maio.
Em maio de 2023, o especialista em vida selvagem sul-africano Vincent van der Merwe esclareceu que as mortes recentes de guepardos não significam que o Project Cheetah esteja fracassando, já que taxas de mortalidade semelhantes foram relatadas em reintroduções africanas e espera-se uma taxa de mortalidade de 50% no primeiro ano. Em julho de 2023, o Fundo de Conservação dos Guepardos, com sede na Namíbia, escreveu uma carta ao Supremo Tribunal da Índia, sugerindo que as mortes dos guepardos poderiam ter sido evitadas com um monitoramento melhor e cuidados veterinários adequados. A carta foi baseada nos relatórios post-mortem que indicavam que os guepardos haviam morrido de várias causas, incluindo fome e infecção devido a feridas feitas pelo colar de rádio de rastreamento. Em janeiro de 2024, mais três mortes foram registradas, elevando a contagem de animais mortos para dez desde o início do projeto. Em setembro de 2024, os 12 animais restantes foram transferidos para recintos devido à aparente mortalidade.

### Reprodução
Uma das guepardas soltas deu à luz quatro filhotes em 24 de março de 2023, o primeiro nascimento de guepardo vivo registrado em mais de 70 anos. Em 9 de maio de 2023, uma fêmea foi morta durante uma briga com um guepardo macho durante o acasalamento. Após o incidente, especialistas em vida selvagem levantaram preocupações sobre a proporção entre os sexos dos felinos no parque e sugeriram que um número adequado de animais de ambos os sexos em idade reprodutiva é necessário para uma reprodução bem-sucedida. Três filhotes nasceram em janeiro e outros seis filhotes nasceram em março de 2024, elevando o número total de guepardos no parque nacional para 27.

### Sustentabilidade e impacto
A reação científica à translocação foi mista. O farmacologista veterinário Adrian Tordiffe considerou que a Índia estava oferecendo um “espaço protegido” para a população fragmentada e ameaçada de guepardos. O zoólogo K. Ullas Karanth criticou a iniciativa, considerando-a um "exercício de relações públicas". Ele comentou ainda que as “realidades”, como a superpopulação humana e a presença de predadores felinos maiores e matilhas de cães selvagens, poderiam causar potencialmente “altas mortalidades” e exigir uma importação contínua de guepardos africanos.
O Parque Nacional de Kuno é um parque nacional relativamente novo, tendo sido declarado como tal em 2018. Ele foi fundado anteriormente como um santuário de vida selvagem para implementar o Projeto de Reintrodução do Leão Asiático, cujo objetivo era estabelecer uma segunda população de leões asiáticos na Índia e proteger os leões isolados do Parque Nacional Gir, em Guzerate, de possíveis eventos de mortalidade em massa, como um surto de epizootia. Embora o governo estadual de Gujarat tenha sido ordenado pelo Supremo Tribunal em abril de 2013 a transferir uma pequena população de leões para Kuno no prazo de seis meses, a ordem acabou não sendo implementada. Estima-se que o Parque Nacional de Kuno tinha uma população de presas adequada para sustentar cerca de 20 guepardos. Com o aumento da população de predadores devido à introdução de guepardos, a população de presas foi afetada e estudos periódicos da população de presas estão sendo realizados para tomar as medidas corretivas necessárias.
Os cientistas da Namíbia demonstraram preocupação com a ecologia espacial. Os guepardos na África normalmente têm territórios individuais de 100 km2 e será difícil manter 20 guepardos no Parque Nacional de Kuno, com uma zona central de 748 km2 e uma zona de amortecimento de 487 km2. O aumento da população de guepardos faz com que os animais se aventurem a sair das zonas centrais do parque para terras agrícolas adjacentes e áreas não florestais, o que os coloca em conflito com os seres humanos. Em 2 de abril de 2023, um guepardo macho escapou dos limites do parque antes de ser capturado em um vilarejo a 20 km do parque. No mesmo mês, o Supremo Tribunal da Índia ordenou que o governo central procurasse um local alternativo para aumentar as instalações existentes, pois o parque não tinha espaço adequado para o número crescente de felinos. De acordo com Ravi Chellam, os guepardos africanos introduzidos foram projetados para ser uma espécie-chave de uma nova fase de restauração ecológica na Índia, incluindo matagais, savanas e campos. Em 17 de setembro de 2024, o segundo aniversário da introdução - inicialmente de oito adultos da Namíbia e depois de 12 da África do Sul; mortes subsequentes de oito adultos; nascimentos de 17 filhotes; e mortes de cinco - todos os 12 guepardos adultos sobreviventes e 12 filhotes estavam limitados a recintos de proteção.